# Pavel Šulc
Pavel Šulc (* 29. prosince 2000 Karlovy Vary) je český profesionální fotbalista, který hraje na pozici ofenzivního záložníka za francouzský klub Olympique Lyon a za český národní tým.
V roce 2022 získal s Plzní první ligový titul.

## Klubová kariéra

### Mládež
Pavel Šulc začínal s fotbalem v pěti letech v Toužimi, kde ho trénoval jeho otec. V osmi letech se přesunul do Karlových Varů, kde hrál za místní Slavii Karlovy Vary, dříve Buldoci Karlovy Vary. V západočeském městě zaujal svými výkony na pozici útočníka. Na mládežnických turnajích si ho vyhlédla FC Viktoria Plzeň, kam putoval ve svých deseti letech a působil zde ve všech mládežnických kategoriích, většinou na postu ofenzivního záložníka.
V roce 2017 vyhrál s výběrem do 17 let slavný memoriál Vlastislava Marečka. Ve finále Viktoria Plzeň U17 porazila Sigmu Olomouc U17 6:3. Pavel Šulc odehrál celý zápas a vstřelil jednu branku.
Velkou pozornost na sebe upoutal v sezóně 2018/2019 kdy hrál s plzeňským výběrem do 19 let mládežnickou obdobu Ligy Mistrů. Plzeň nastoupila v základní skupině proti PFK CSKA Moskva, AS Řím a Realu Madrid. Plzeňský záložník odehrál všechny zápasy a patřil k největším oporám týmu, který v základní skupině skončil na 3. místě s pěti body.

### Viktoria Plzeň
Svůj první zápas za A-tým Viktorie odehrál Šulc ve svých 17 letech, a to 19. června 2018 přípravné utkání proti divizní Doubravce Plzeň. Po výborných výkonech v mládežnických kategoriích Viktorie Plzeň ho Pavel Vrba povolal v lednu 2019 na zimní přípravu s A-týmem. Dokázal se prosadit na soustředění ve Španělsku a v přípravném zápase se Sokolovem vstřelil jednu branku a na dvě přihrál.

#### Jihlava (hostování)

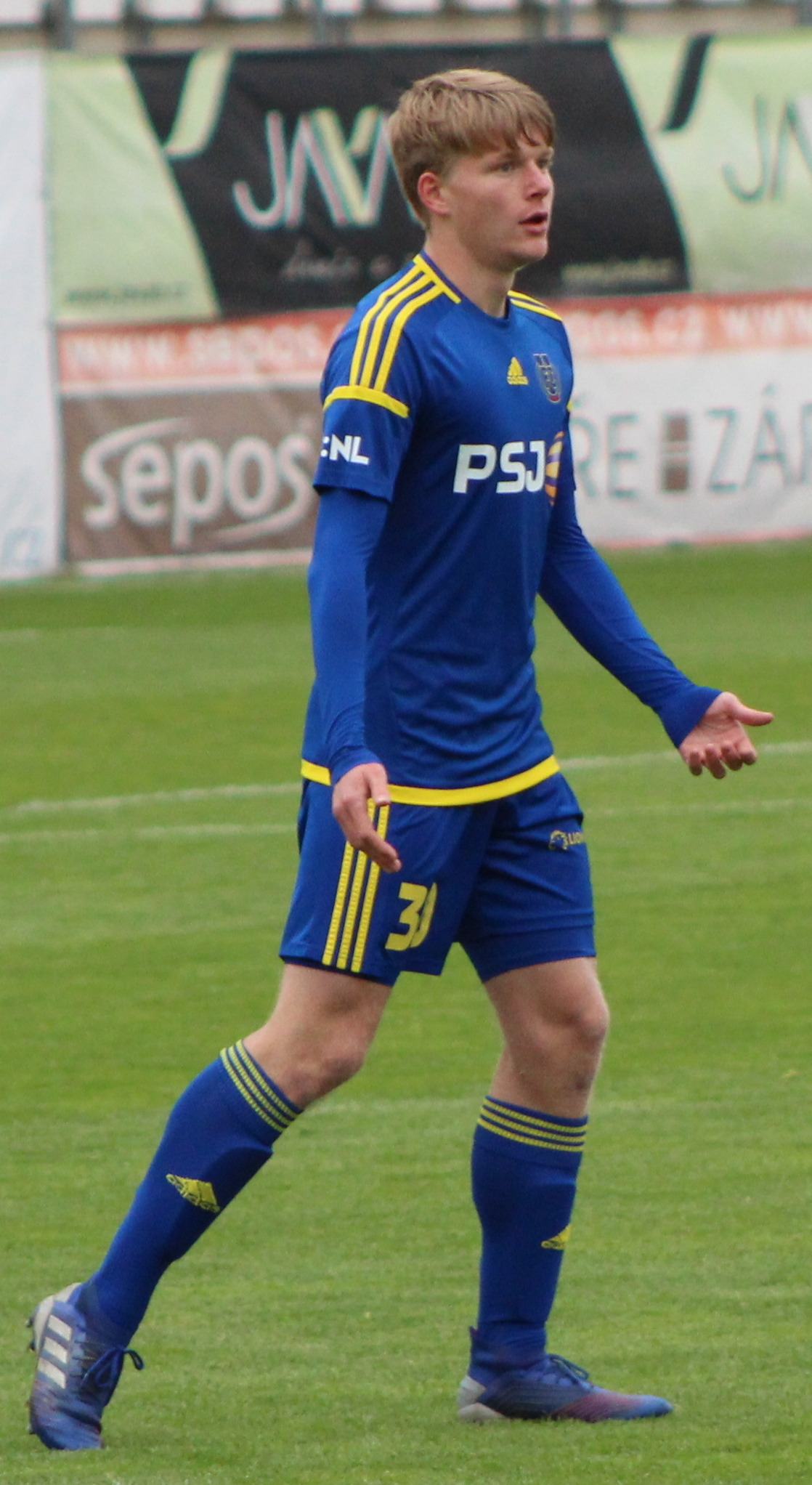
V dresu Vysočiny

V nabitém kádru Plzně pro něj ale nebylo místo, mladého záložníka si tak v lednu 2019 vyhlédla na půl roční hostování Vysočina Jihlava. Do týmu Radima Kučery se okamžitě zapracoval a v jarní části sezóny odehrál včetně baráže plnou minutáž všech zápasů. Patřil k hlavním oporám týmu, který se umístil ve druhé lize na konečném druhém místě. V baráži se Vysočina utkala v hodně dvojzápase s Karvinou a po výsledcích 1:2 a 1:1 do 1. ligy nepostoupila.
Pavel Šulc byl dvakrát vyhlášen hráčem Jihlavy za měsíc květen. V 16 zápasech vstřelil 3 branky a připsal si 6 asistencí. Přestože odehrál jen jarní část sezóny byl na galavečeru českého fotbalu vyhlášen sedmým nejlepším hráčem FORTUNA:NÁRODNÍ LIGY.

#### SFC Opava (hostování)
Skvělé jaro ve 2. lize vyneslo Pavla Šulce do letní přípravy Viktorie Plzeň. Pavel Vrba pro něj však místo v kádru nenašel, a také Adolf Šádek vyhlížel pro toužimského odchovance větší herní vytížení. O mladého středopolaře byl zájem napříč českými prvoligovými kluby, ale také v zahraničí. Plzeňský klenot nakonec ukořistila v létě 2019 Opava, kde měl mít mladý hráč dostatečnou zápasovou minutáž. Kvůli šanci zahrát si nejvyšší českou soutěž se také vzdal účasti na mistrovství Evropy do 19 let, které se hrálo v Arménii. V Opavě musel během podzimu dokazovat svou kvalitu hned třem hlavním trenérům (Ivan Kopecký - odvol. 26. 9. 2019, Josef Dvorník - odvol. 12. 12. 2019, Jiří Balcárek) a nakonec odehrál v rámci Fortuna ligy 15 zápasů a byl 5 × vyhlášen hráčem utkání, což ho v celkovém pořadí hráčů Fortuna ligy po 19 odehraných zápasech řadilo na 3. místo.

#### České Budějovice (hostování)
Po konci podzimní části sezóny 2019/20 se Plzně ujal slovenský trenér Adrian Guľa, který si z hostování stáhl všechny plzeňské hráče včetně Pavla Šulce, aby s A týmem Viktorie absolvoval zimní přípravu. Situace v Opavě nebyla stabilní, tři trenéři za 15 ligových kol, a i proto se vedení západočeského týmu rozhodlo dopřát mladému záložníkovi větší herní vytížení na jihu Čech v budějovickém Dynamu, které se před začátkem jara pohybovalo v klidném středu tabulky. V dresu jihočeského týmu si také připsal svůj první ligový gól, který vstřelil 10. června 2020 do sítě Teplic. Na první ligovou trefu z 52. minuty navázal ještě v nastaveném čase druhým gólem a pečetil tak výhru Dynama 3:1. Celkem v jarní části Fortuna ligy odehrál za České Budějovice 11 zápasů, vstřelil 2 branky, u 3 asistoval a třikrát byl vyhlášen hráčem zápasu.
S Plzní odcestoval mládežnický reprezentant na začátku srpna 2020 do rakouského Walsee na desetidenní soustředění, kde se měl prát o místo v základní sestavě. Trenér Adrian Guľa dal však přednost jiným hráčům a hostování v budějovickém Dynamu tak bylo obnoveno. V dresu jihočeského celku odehrál v podzimní části Fortuna Ligy i kvůli drobnému zranění a covidové pauze čtyři zápasy a vstřelil jednu branku.

#### Sezóna 2020/21
Plzeň se po jarní části sezóny 2020/21 nacházela v druhé polovině tabulky a trenér Adrián Guľa pochopitelně nebyl s výsledky svého mužstva spokojený. Z hostování v Českých Budějovicích si tak Pavla Šulce stáhnul. Toužimský rodák se ihned zařadil do základní sestavy a v prvních pěti zápasech si připsal 1 gól, 1 asistenci a 3x byl vyhlášen hráčem zápasu. Ve zbytku sezóny si připsal na své konto ještě 3 asistence a v období 26. až 30. kola se stal Přihraj:Králem asistencí. Plzeň se po zlepšení v jarní části dokázala posunout na konečné 5. místo a Šulc svými výkony pomohl k postupu do předkol Evropské konferenční ligy UEFA.

#### Sezóna 2021/22
Šulc zahájil sezónu v základní sestavě plzeňského klubu. 22. července gólem přispěl k výhře 2:1 nad Dynamem Brest ve druhém předkole Konferenční ligy. O místo v základní sestavě Šulc přišel až po příchodu srpnovém příchodu Jana Sýkory. V sezóně nastoupil k 27 utkání, vstřelil 1 branku a u 1 asistoval. S Plzní získal v květnu svůj první mistrovský titul.

#### Jablonec (hostování)
V létě 2022 odešel Šulc na roční hostování do Jablonce. V Jablonci se ihned zařadil do základní sestavy trenéra Horejše. V sezóně odehrál 34 soutěžních utkání, vstřelil 5 branek, na další 4 přihrál a 5x se stal hráčem utkání. Jablonci svými výkony pomohl k záchraně k nejvyšší soutěži.

#### Sezóna 2023/2024
Po odvolání trenéra Bílka v létě 2023 si nový trenér Koubek stáhl z hostování Šulce zpět do plzeňské Viktorie. 10. srpna gólem a dvěma asistencemi zařídil výhru 4:0 nad maltskou Gżirou United ve třetím předkole Konferenční ligy. O tři dny později zaznamenal hattrick při výhře 5:2 na půdě Českých Budějovic. 17. září dvěma brankami a asistencí pomohl k vysoké výhře 7:1 nad Zlínem. O týden později podepsal s Plzní novou smlouvu do roku 2026. 16. listopadu dvěma brankami zařídil výhru 3:1 nad Sigmou Olomouc v osmifinále českého poháru. 30. listopadu jediným gólem rozhodl o výhře 1:0 nad kosovským klubem KF Ballkani v základní skupině Konferenční ligy. S Plzní došel až do čtvrtfinále soutěže. 11. května hattrickem rozhodl o výhře Plzně 4:2 nad Slováckem. Za celou sezónu odehrál 50 utkání, v nich střelil 22 gólů a přidal 8 asistencí. Stal se druhým nejlepším hráčem ligy. Byl druhý v tabulce střelců s 18 brankami a druhý v kanadském bodování s 24 body. Svými výkony v průběhu sezóny si vysloužil své první povolání do české reprezentace. V létě 2024 jej trenér Ivan Hašek nominoval na závěrečný turnaj EURO 2024 do Německa.
Sezóna 2024/2025

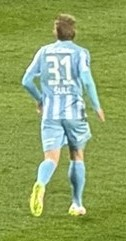
Na hřišti Sparty v březnu 2025

Opět začal v základní sestavě Viktorie Plzeň a stal se hlavní oporou mužstva, kterému se přes 2 předkola podařilo postoupit do hlavní fáze Evropské ligy.  V Evropské lize dovedl Viktorku až do osmifinále, kde je vyřadil Lazio Řím. Ve Evropské lize odehrál 16 utkání v nich vstřelil 4 branky a na dalších 5 přihrál. V MOL copu dovedl Viktorku do semifinále, kde prohrál na Spartě. V Chance lize odehrál všech 35 utkání v nichž si připsal 15 branek a 9 asistencí. Dovedl Viktorku k druhému místu v Chance lize. Stal se druhý nejlepším střelcem Chance ligy a vyhrál bodování. Vyhrál všechny ankety Chance ligy. Nejlepší hráč sezóny, nejlepší záložník sezóny, ale co především, vyhrál novinářskou anketu ZLATÝ MÍČ ČR 2025.
Sezóna 2025/2026
Další sezónu v dresu Viktorie Plzeň začal krásnou brankou v Pardubicích. V druhém předkole LM pomohl vyřadit Servette FC a zajistil Viktorce jistotu Evropské ligy.

### Olympique Lyon
V srpnu 2025 se dočkal vytouženého přestupu do jedné z elitních evropských soutěží. S jedním z nejtradičnějších francouzských klubů Olympiquem Lyon podepsal smlouvu na 4 roky. Viktoria Plzeň za jeho přestup vyinkasovala 7,5 milionu eur, při naplnění bonusů se může částka vyšplhat až k 10 milionům. Debutoval 16. srpna v 1. kole francouzské ligy v zápase proti Lens, když přišel na hřiště v 92. minutě.

## Reprezentační kariéra

### Mládežnické reprezentace

#### Česko U17
První nominaci do českého národního týmu si vysloužil 1. dubna 2017, kdy ho trenér Petr Janoušek nominoval do výběru U17 na zápas s Belgií. Tento výběr byl veden jako tak zvané FUTURE TEAM a proto není v oficiálních statistikách.

#### Česko U18
Následně byl Pavel Šulc stálým členem výběru U18, který vedl Jan Suchopárek. za který odehrál 4 utkání a vstřelil gól Irsku.

#### Česko U19
Trenér Jan Suchopárek si ho poté vybral na pozici středního záložníka ve výběru U19, kde sehrál důležitou roli v kvalifikaci na mistrovství Evropy U19 v Arménii. V základní fázi kvalifikace český výběr sehrál tři zápasy s Chorvatskem, Lucemburskem a Makedonií. Ve skupině se umístil na prvním místě se 7 body a postoupil do březnové Elitní fáze. Do té nastoupila česká repre v Anglii proti domácímu Albionu, Dánsku a Řecku. Pavel Šulc odehrál všechna tři utkání, v zápase s Dánskem vstřelil dvě branky a byl nedílnou součástí výběru, který se ve skupině umístil na prvním místě a zajistil si tak postup na červencové mistrovství Evropy v Arménii. Na závěrečný turnaj do Arménie neodcestoval! Dal přednost přípravě na svou první ligovou štaci v Opavě, což nelibě nesl trenér reprezentace U19 Suchopárek.

#### Česko U20
Za výběr trenéra Jiřího Žiláka odehrál Šulc 4 utkání a vstřelil jednu branku. V té době byl U20 pro ročník 1999, ale i přesto nejmladší člen výběru Pavel Šulc nastupoval v základní sestavě.

#### Česko U21
První nominaci do kádru reprezentačního výběru U21 si vysloužil v květnu roku 2019 po výborných výkonech ve 2. lize. Reprezentační trenér Karel Krejčí ho nominoval společně s Adamem Hložkem. na přípravný kemp před začátkem kvalifikace na ME. V kvalifikaci na mistrovství Evropy U21 zasáhl do čtyř zápasů. Jednou vstřelenou brankou se tak i on podepsal na postupu lvíčat na evropský šampionát. Do kádru na ME U21 ve Slovinsku a Maďarsku byl Pavel Šulc vybrán. ME byl pro ročník 1998 a mladší a tak Pavel Šulc patřil k nejmladším členům kádru Karla Krejčího. Na ME byl 2x v základní sestavě a jednou střídal do druhé půlky.
Druhý kvalifikační cyklus U21 pro ročník 2000 a mladší už byl pod trenérem Janem Suchopárkem. V něm patřil Pavel Šulc k základním kamenům výběru. Přesto, že neodehrál baráž o ME, na ME do Gruzie a Rumunska byl nominován a tak se zúčastnil druhého ME U21.
Reprezentační mládežnickou kariéru ukončil s 35 starty a 6 brankami.

### Reprezentace A
První nominaci do A týmu ČR dostal na přípravné zápasy v březnu 2024 proti Norsku a Arménii. Svůj debut si odbyl 22. března 2024 v Norsku. Odehrál 61.minut na pozici levého krajního obránce. V létě 2024 byl nominován na závěrečný turnaj EURO 2024. Objevil se v základní sestavě prvního utkání proti Portugalsku (prohra 1:2), v následujících dvou zápasech ale zůstal jen na lavičce náhradníků. S týmem nedokázal postoupit ze základní skupiny.
Dne 10. září 2024 dvěma brankami rozhodl o výhře 3:2 nad Ukrajinou v utkání Ligy národů. Odehrál všechny zápasy v Lize národů skupiny B, kde vstřelil 3 branky a svými výkony se podílel na postupu do elitní skupiny A.